# Dragontown
Dragontown är ett musikalbum av Alice Cooper från 2001. Uppföljare till det föregående albumet Brutal Planet.

## Låtlista
1. "Triggerman" – 4:00
2. "Deeper" – 4:36
3. "Dragontown" – 5:06
4. "Fantasy Man" – 3:39
5. "Sex, Death and Money" – 4:07
6. "Somewhere in the Jungle" – 5:22
7. "Disgraceland" – 3:34
8. "Sister Sara" – 4:35
9. "Every Woman Has a Name" – 3:45
10. "I Just Wanna Be God" – 3:53
11. "It's Much Too Late" – 4:40
12. "The Sentinel" – 3:53